# Addicted
Addicted je drugi studijski album kanadskog progresivnog metal sastava Devin Townsend Project. Townsendova nezavisna diskografska kuća HevyDevy Records objavila ga je 16. studenog 2009. godine. Townsend je bio producent albuma i skladao je sve pjesme na njemu; na uratku se pojavljuju i Ryan Van Poederooyen, Brian Waddell, Mark Cimino te Anneke van Giersbergen.

## O albumu
Na Addictedu pjevaju Townsend i Anneke van Giersbergen, nekadašnja članica nizozemske grupe The Gathering. Brian Waddell i Ryan Van Poederooyen iz grupe Devin Townsend Band poimence sviraju bas-gitaru i bubnjeve, dok uz Townsenda gitaru svira Mark Cimino.
Omot albuma i naslovnicu izradio je Travis Smith, koji je zaslužan i za naslovnice Townsendovih albuma Terria i Accelerated Evolution. Inačice uratka kuće InsideOut bile su objavljene u kliznoj kutiji na čijoj je naslovnici bio Smithov logotip Devin Townsend Projecta.

## Glazba
Prema Townsendovim je riječima Addicted album "melodične" i "plesne" glazbe, ali je jednako tako "žešći" od njegovih prijašnjih uradaka.  Usporedio je pjesme na albumu sa svojim pristupačnijim pjesmama, među kojima su "Life" s Ocean Machine: Biomecha (iz 1997.), "Stagnant" s Terrije (iz 2001.) i "Material" s Physicista (iz 2000.). Na produkcijski stil albuma direktno je utjecao Nickelbackov album Dark Horse iz 2008. godine. Townsend je u šali rekao da "neki djelovi [albuma] zvuče kao Meshuggah, dok ostali zvuče kao Boney M". Addicted sadrži novu inačicu pjesme "Hyperdrive", koja se izvorno pojavila na Townsendovu albumu Ziltoid the Omniscient (iz 2007.), na kojoj pjeva Van Giersbergen, koja ju je prethodno obradila sa svojom bivšom skupinom Agua de Annique. "Resolve!" je "izravno nadahnula skupina The Wildhearts" i slična je pjesmi "Vanilla Radio" s albuma The Wildhearts Must Be Destroyed. Za razliku od prethodnih Townsendovih albuma, na kojima su glazbala ugođena in C, instrumenti na Addictedu uglavnom su ugođeni in B. "Universe in a Ball!" svirana je in B♭, "Hyperdrive!" in C♭ (radi prilagodbe vokalnom rasponu Van Giersbergen; inačica "Hyperdrivea" na albumu Ziltoid the Omniscient bila je snimljena u drugome tonalitetu), a "Ih-Ah!" i "The Way Home!" in C.

## Objava i naslovnica
Townsendova nezavisna diskografska kuća HevyDevy Records objavila je Addicted 17. studenog 2009. godine na svojoj web-stranici. Prednarudžbe su postale dostupne 6. listopada 2009., a posebne inačice prodavala je internetska stranica CM Distro Century Medije. Uradak je u Njemačkoj bio objavljen 13. studenog 2009., tri dana kasnije bio je objavljen u ostatku Europe, a 17. studenog 2009. i u Sjevernoj Americi. Marquee/Avalon objavili su ga u Japanu 16. prosinca te godine.

## Popis pjesama
Tekstovi: Devin Townsend, glazba: Townsend, osim na pjesmi "The Way Home!", koju je skladao s Brianom Waddellom..
| 1.    | »Addicted!«            | 5:36 |
| 2.    | »Universe in a Ball!«  | 4:09 |
| 3.    | »Bend It like Bender!« | 3:37 |
| 4.    | »Supercrush!«          | 5:13 |
| 5.    | »Hyperdrive!«          | 3:36 |
| 6.    | »Resolve!«             | 3:12 |
| 7.    | »Ih-Ah!«               | 3:45 |
| 8.    | »The Way Home!«        | 3:14 |
| 9.    | »Numbered!«            | 4:55 |
| 10.   | »Awake!!«              | 9:44 |
| 47:01 |                        |      |

## Zasluge
| Devin Townsend Project - Devin Townsend – vokali, zborski vokali, gitara, klavijature, programiranje, produkcija, miksanje, tonska obrada - Anneke van Giersbergen – vokali - Brian Waddell – bas-gitara, zborski vokali - Ryan van Poederooyen – bubnjevi, zborski vokali - Mark Cimino – gitara, zborski vokali Dodatni glazbenici - Dave Young – dodatne klavijature - Susanne Richter – dodatni vokali (na pjesmi "Ih-Ah!") - Brian Johnson – zborski vokali - Rob Cunningham – zborski vokali - Hugh Gilmartin – zborski vokali - John Rafferty – zborski vokali - Steve Lobmeier – zborski vokali | Ostalo osoblje - Sheldon Zaharko – snimanje (bubnjeva) - Ray Fulber – tonska obrada (dodatnih vokala) - Mike Young – uređivanje zvuka bubnjeva - Troy Glessner – mastering, pomoć pri miksanju - Erich Saide – fotografija - Paul Bergen – fotografija - Michael Anneta – fotografija - Devin Richardson – pomoćni tonac - Brennan Chambers – pomoćni tonac - Travis Smith – naslovnica, omot albuma |

## Ljestvice
| Ljestvica (2009.)        | Najviša Pozicija |
| ------------------------ | ---------------- |
| Finska                   | 36               |
| SAD (Independent Albums) | 22               |
| SAD (Top Heatseekers)    | 2                |